# Philips
Koninklijke Philips N.V., (literalmente en neerlandés Real Philips, conocida comúnmente como Philips) es una empresa neerlandesa de tecnología fundada en la ciudad de Eindhoven en 1891. Es considerada una de las más grandes e importantes del mundo en su campo. Está dedicada, principalmente, a los sectores de la electrónica y la asistencia sanitaria.
Sus oficinas principales se encuentran en Ámsterdam y en otras ciudades de los Países Bajos. Al finalizar 2016, sus ventas totales ascendían a 24 516 millones de euros con una plantilla de 114 731 trabajadores.
Philips está inscrita en la Bolsa de Valores Euronext N V y forma parte del índice bursátil STOXX Europe 50, compartiendo este índice con las mejores empresas de Europa. También cotiza en la Bolsa de Nueva York.
A partir de 2016, Philips se organizó en dos subdivisiones:
- Philips Personal Health, que agrupa los productos de cuidado personal y para el hogar, cuidado del bebé y salud bucal, entre otros.
- Philips Health Systems, donde convergen las líneas de negocio de imagenología (rayos X, resonancias y ultrasonidos), cuidado al paciente y otras soluciones tecnológicas para hospitales, como HealthSuite.

Su tercera subdivisión era Philips Lighting, pero se enlistó en la Bolsa de Valores Euronext N V e inició satisfactoriamente operaciones como empresa independiente a partir de mayo de 2016. En 2018, cambió su nombre a Signify.

## Historia
Cronología

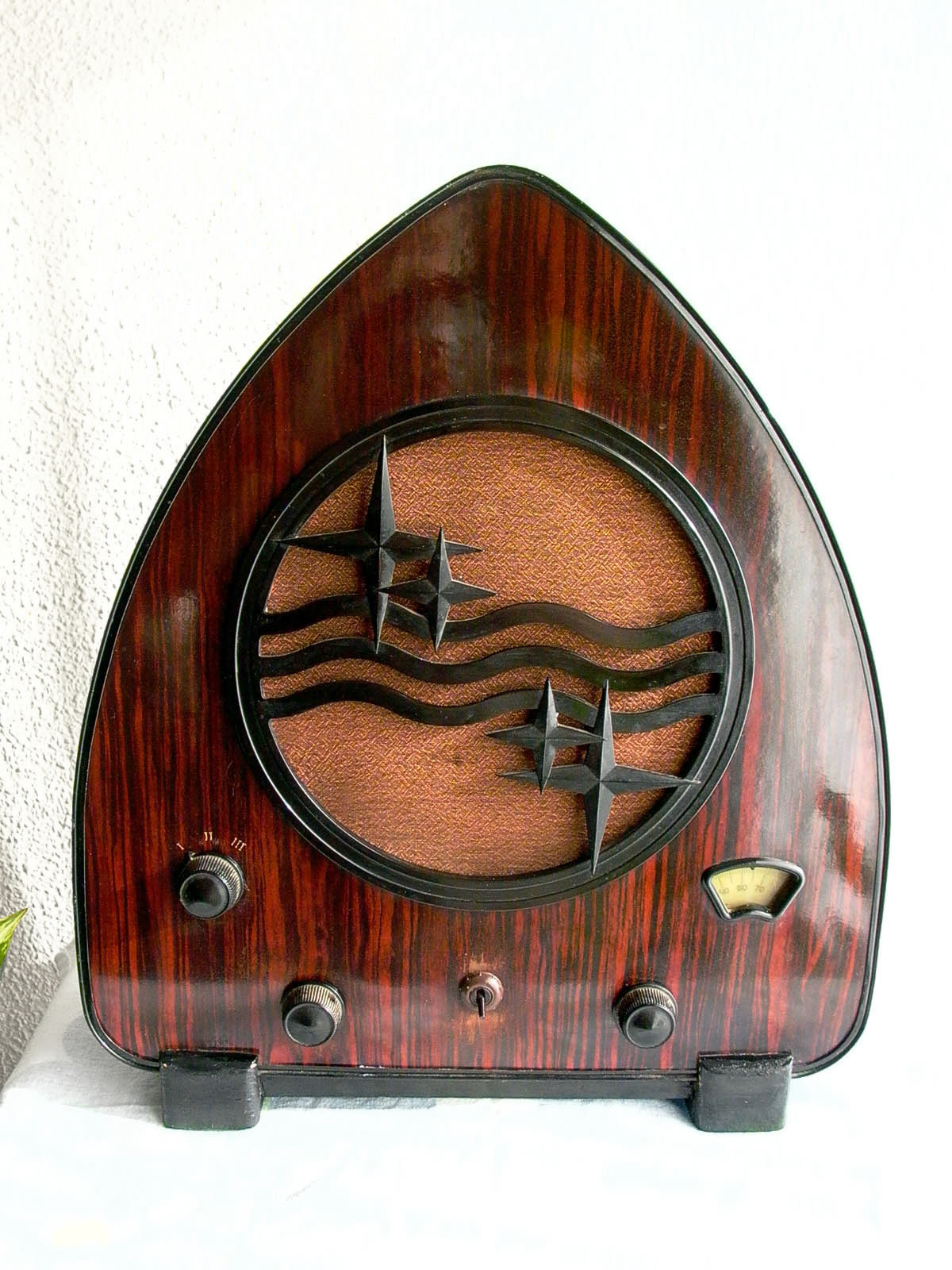
Philips modelo 930A, de 1931.

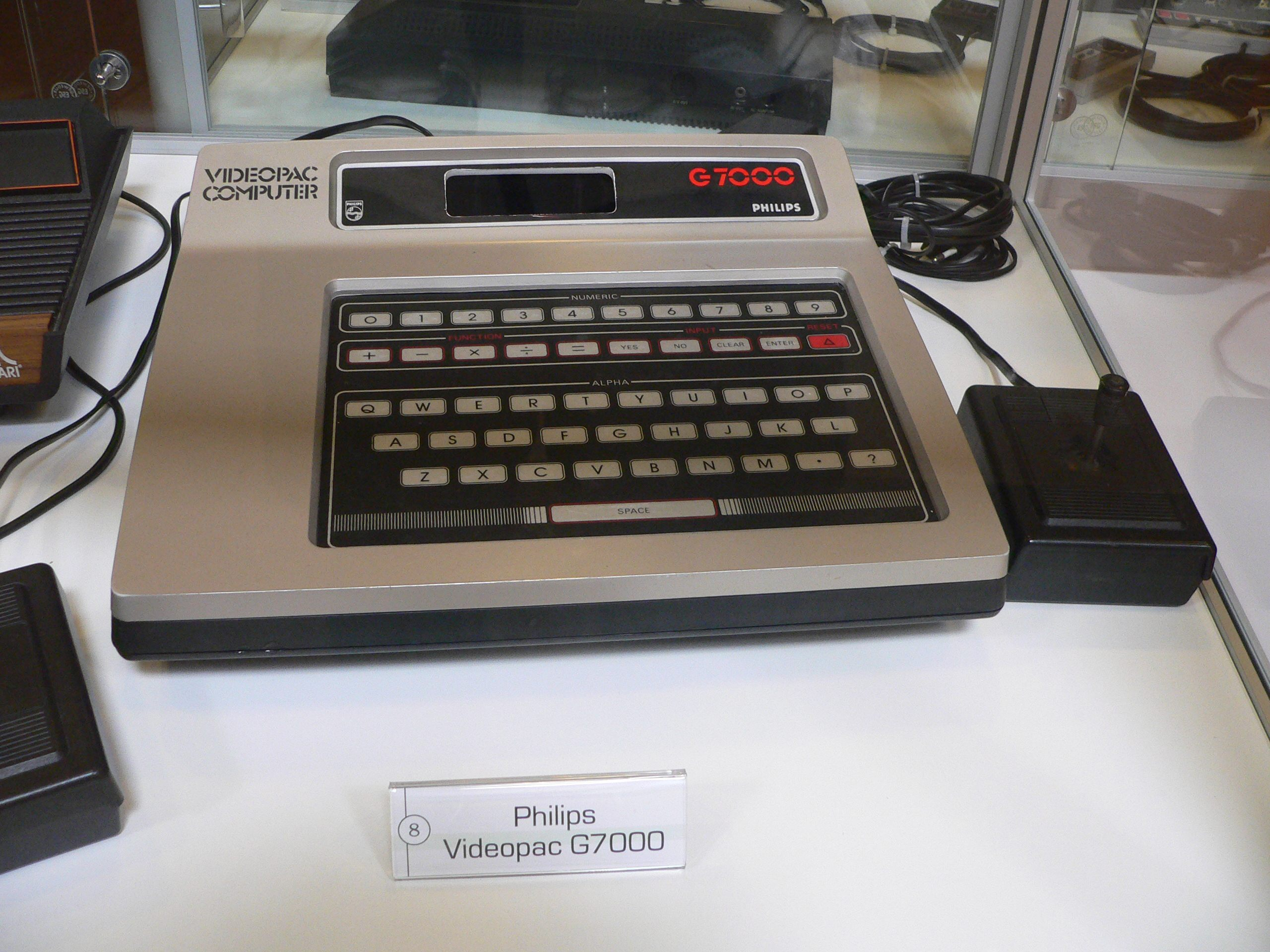
Computador Videopac G7000 de Philips, de 1978

- En 1891, el ingeniero físico (lo que hoy conocemos como «ingeniero en mecánica») Gerard Philips, su hermano Anton y su padre Benjamin Frederik David (primo hermano de Karl Marx), con formación comercial, compran una antigua fábrica localizada en VrijStraat, en el pueblo de Eindhoven, provincia de Brabante del Norte, e inician la producción de una lámpara incandescente con filamento de algodón grafitado, también conocido como «filamento de carbón».
- Como el negocio funciona gracias a la calidad de sus lámparas y a la habilidad comercial de Anton, en 1918 introducen un tubo de rayos X médico y un servicio de reparación de máquinas para radiografías: ha surgido la división de sistemas médicos.
- En 1925, realizan los primeros experimentos de la compañía en materia de televisión.
- En 1927, se inicia la producción de radios, focos, combinados y otros pequeños electrodomésticos.
- En 1940, cuando llega la Segunda Guerra Mundial, los bombardeos de la Luftwaffe destruyen las fábricas del país. Entretanto, la empresa se instala en Bélgica, Estados Unidos y Reino Unido. Los directivos trasladan legalmente la sede de la empresa a los Estados Unidos de América con el fin de prevenir su utilización por los países que participaron en el conflicto.
- En 1957, se introducen los focos pequeños para facilitar el ahorro de energía.

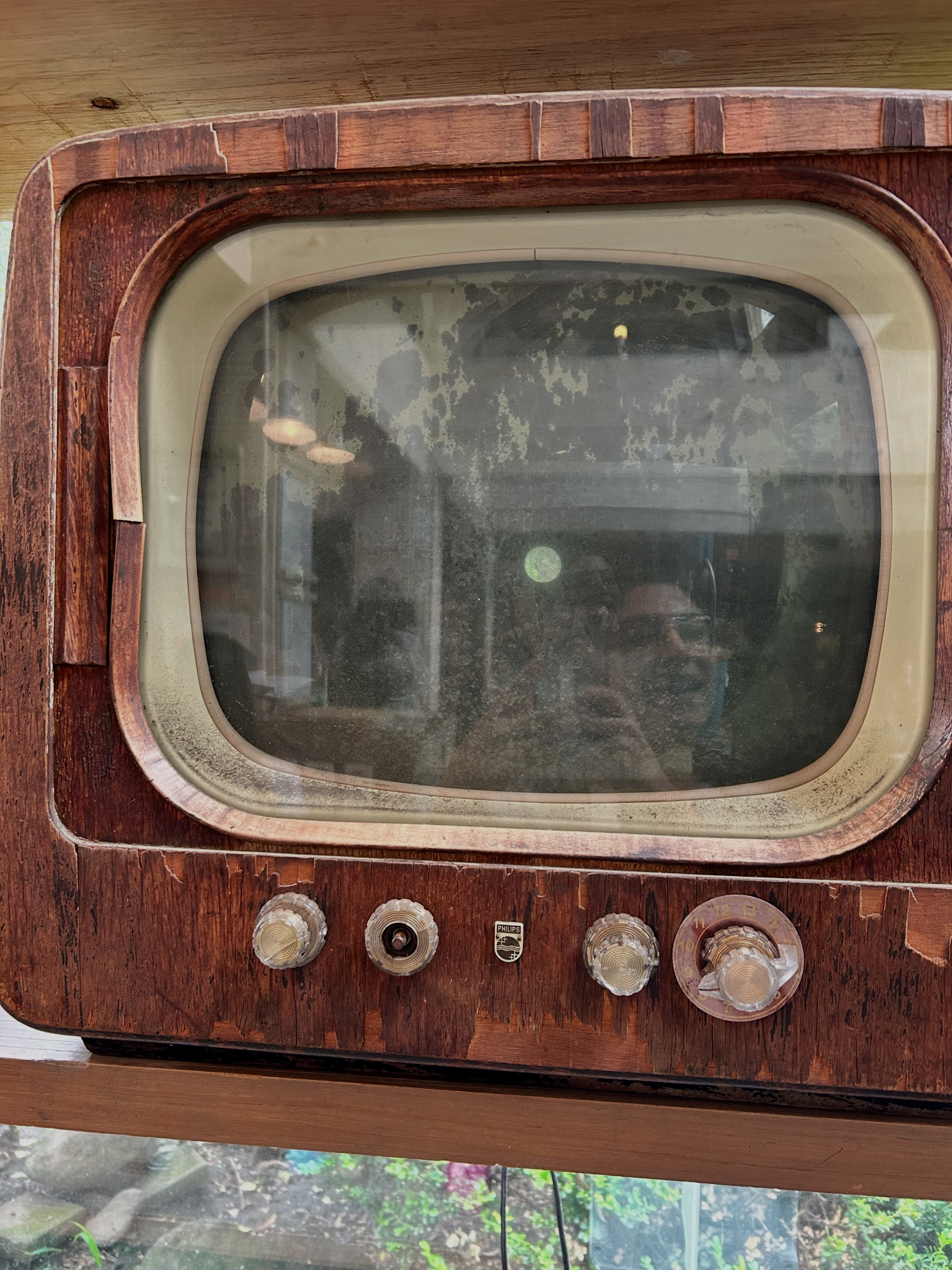

- En 1965, produce su primer circuito integrado experimental y comienza a lanzar equipos electrónicos transistorizados.
- En 1972, Philips funda la discográfica PolyGram.
- En 1978, introduce su primer equipo VCR con su grabadora modelo N1500, fabricada en el Reino Unido y comienza a masificar sus radiograbadores transistorizados.
- En 1982, fruto del trabajo conjunto con Sony, se lanza el disco compacto. Philips aporta su disco óptico derivado del reproductor de vídeo Laser Vision y Sony añade el sistema de digitalización de audio, lo que al final sirve no solo para audio, sino también para almacenar cualquier dato en un disco del tamaño de una servilleta.
- En 1990, Philips Royal Electronics vende el primer televisor equipado con el sistema de CC «closed captions» y Teletexto.
- En 1991, Philips Royal Electronics vende Philips Data Systems a Digital Equipment Corporation. En España, la subsidiaria Philips Informática y Comunicaciones pasa a llamarse Digital Enterprise España en febrero de 1992.
- En 2006, Philips Royal Electronics vende el 80% de Philips Semiconductors, que pasa a llamarse NXP Semiconductors.
- En 2014, se lanza el primer televisor inteligente con sistema Android, nunca visto en el mercado de televisión. Desde entonces, hace grandes desarrollos para Internet, desarrolla tecnología de computadoras y la división de sistemas médicos continúa trabajando en equipos de diagnóstico y tratamiento cada día más avanzados.
- En 2018, su división de alumbrado, Philips Lighting, se escinde definitivamente y pasa a llamarse Signify.

## Asuntos empresariales

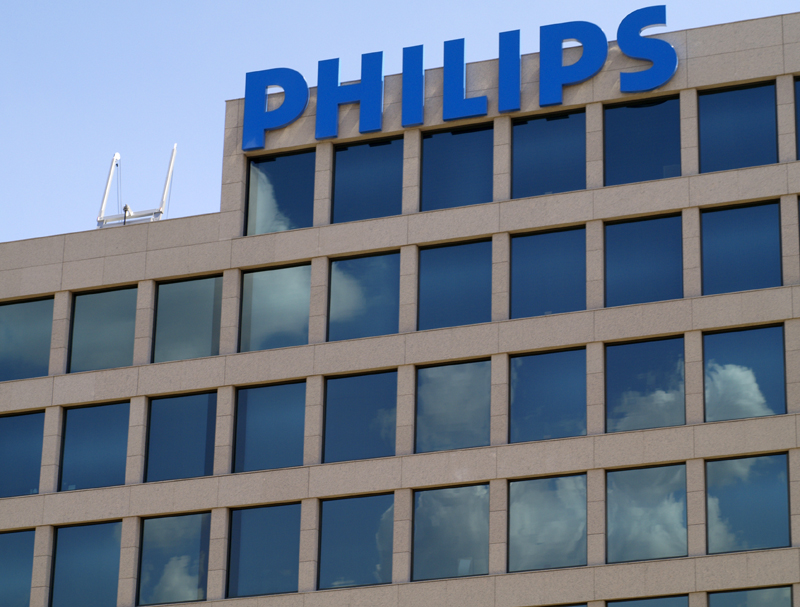
Sede de Philips España en Madrid.

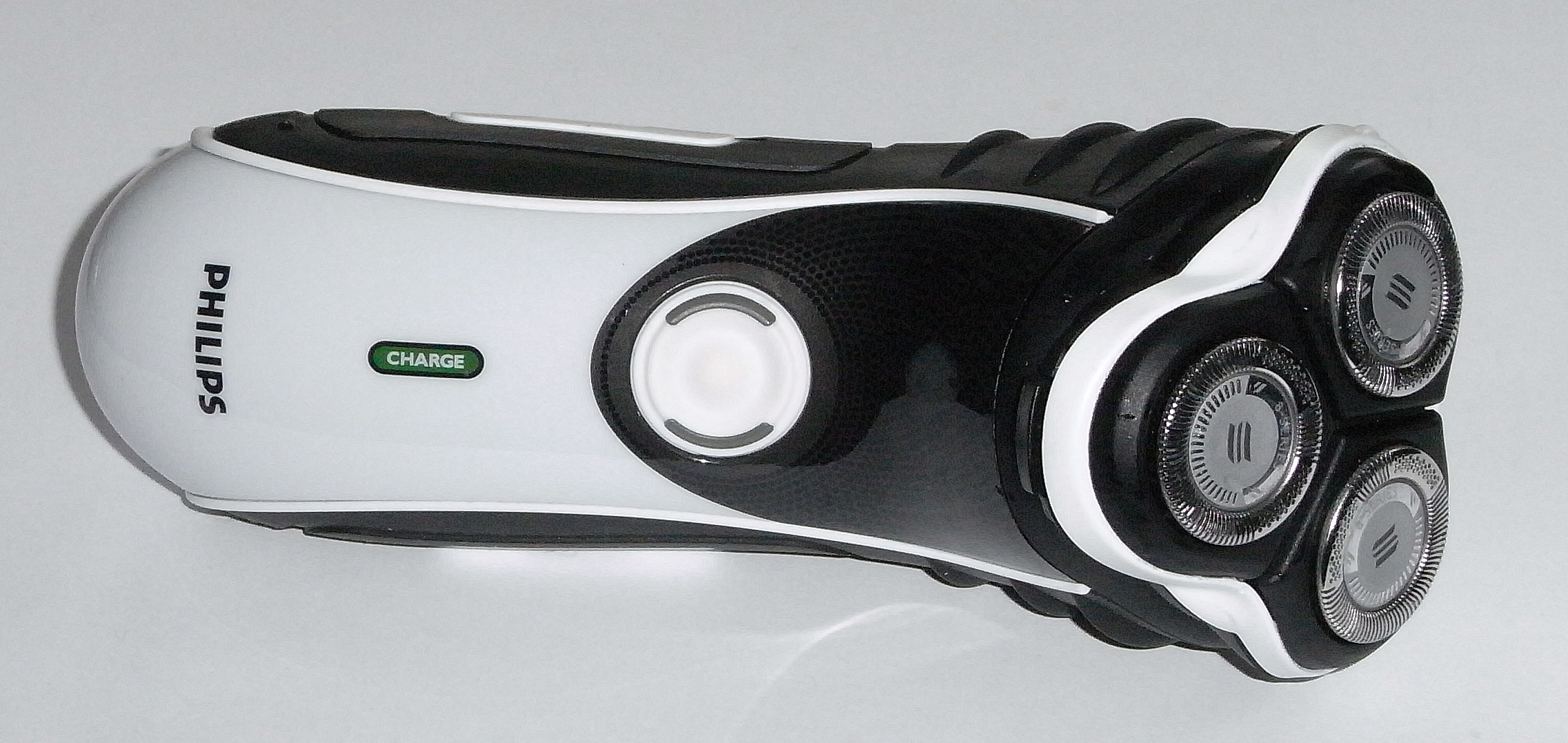
Afeitadora Philips.

Su director ejecutivo hasta el 16 de agosto de 2022 fue Frans Van Houten, quien ocupó el cargo desde abril de 2011, habiendo sucedido al ingeniero alemán Gerard Kleisterlee, que dirigió la empresa desde 2001. En 2004, Philips dejó de usar el eslogan Let's make things better para reemplazarlo por el de Sense and Simplicity.
Entre las compañías que Philips ha adquirido a lo largo de los años cabe destacar a Magnavox, Amperex Electronic, Signetics, Mullard, VLSI Technology, Marconi Medical Systems, ADAC Labs, ATL Ultrasound, partes de Westinghouse Electric y Agilent Technologies, PYE-Cambridge, así como también acciones en electrónica de consumo de parte de Philco y Sylvania. Philips dejó de usar la marca registrada de Sylvania, que ahora maneja SLI, excepto en Australia, Canadá, México, Nueva Zelanda, Puerto Rico y los Estados Unidos, donde su propietario es Osram, parte de Siemens.
Philips también posee el ramo manufacturero de LED denominado Lumileds. En 2006 adquirió la compañía Lifeline Systems, cuya sede empresarial está en Framingham (Massachusetts) y en 2007 compró a la empresa Ximis, Inc. de El Paso (Texas).
El 21 de diciembre de 2007, Philips y Respironics anunciaron un acuerdo de fusión definitiva, conforme al cual Philips inició una presentación de oferta para adquirir todas las acciones en circulación de Respironics por 66 dólares cada título o un precio de compra total de aproximadamente 3600 millones de euros.

## Investigación
Philips contó entre los años 1914 y 2001 en Eindhoven con uno de los laboratorios de investigación más importantes del mundo, donde ha creado tendencias mundiales con productos innovadores como el casete, el CD, el DCC, el CD-ROM, el vídeo, el DVD y el blu-ray. Dicho laboratorio fue conocido como «NatLab», que deriva de la expresión neerlandesa «Natuurkundig Laboratorium», que podría traducirse como «Laboratorio de ciencias naturales». Este laboratorio de investigación y desarrollo fue iniciado por los directivos de la empresa en 1914 con el propósito básico de poder investigar y desarrollar lámparas eléctricas más eficientes que las de hilo de algodón grafitado, y de este modo permitir que Philips pudiera competir en mejores condiciones ante otras firmas de alumbrado eléctrico del mundo. Este laboratorio ha sido visitado por científicos de la talla de Albert Einstein. El Laboratorio de Ciencias Naturales original «Natlab» ha sido reemplazado en 2001 por el nuevo «High Tech Campus», donde las tareas de Investigación y Desarrollo se llevan a cabo de una forma más próxima a la comunidad.
También cuenta con laboratorios en Alemania, Bélgica, China e India, con más de 2000 personas trabajando en estos centros.

## Posición competitiva

### Diseños y modelos industriales
En 2025, la Reseña anual del Sistema de La Haya de la Organización Mundial de la Propiedad Intelectual (OMPI) clasificó a Philips como el décimo lugar mundial en número de solicitudes de registro de dibujos y modelos industriales realizadas en el marco del Sistema de La Haya, con 228 solicitudes realizadas en 2024.

## Deportes
En el ámbito deportivo, la empresa destaca por ser fundadora y propietaria del Philips Sport Vereniging de Eindhoven, ciudad originaria de la empresa. El club se fundó poco más de 20 años después que la empresa, en 1913, cuando la misma decidió crear un club deportivo para sus empleados, destacado en la práctica de fútbol, siendo uno de los grandes clubes de los Países Bajos y de los más exitosos del fútbol nacional, destacado además en el escenario europeo, habiendo logrado destacadas campañas y títulos a nivel continental, como la Liga de Campeones de la UEFA y la Copa de la UEFA. Cabe recalcar también que por el club han pasado figuras de gran renombre en el mundo del fútbol como Ronald Koeman, Ruud van Nistelrooy, Hans van Breukelen, Ivan Nielsen, Arjen Robben, Ronaldo Nazário, Eric Gerets, Guus Hiddink y Romário. El club tiene estadio propio, el Philips Stadion, también patrocinó la Copa Mundial de Fútbol en 1998 hasta 2006, ya que en 2007, para la Copa Mundial de Fútbol de 2010, Philips y Fujifilm perdieron los derechos de patrocinio de la Copa Mundial de Fútbol a manos de la multinacional japonesa Sony.

## Productos destacados
- Chips Nexperia.

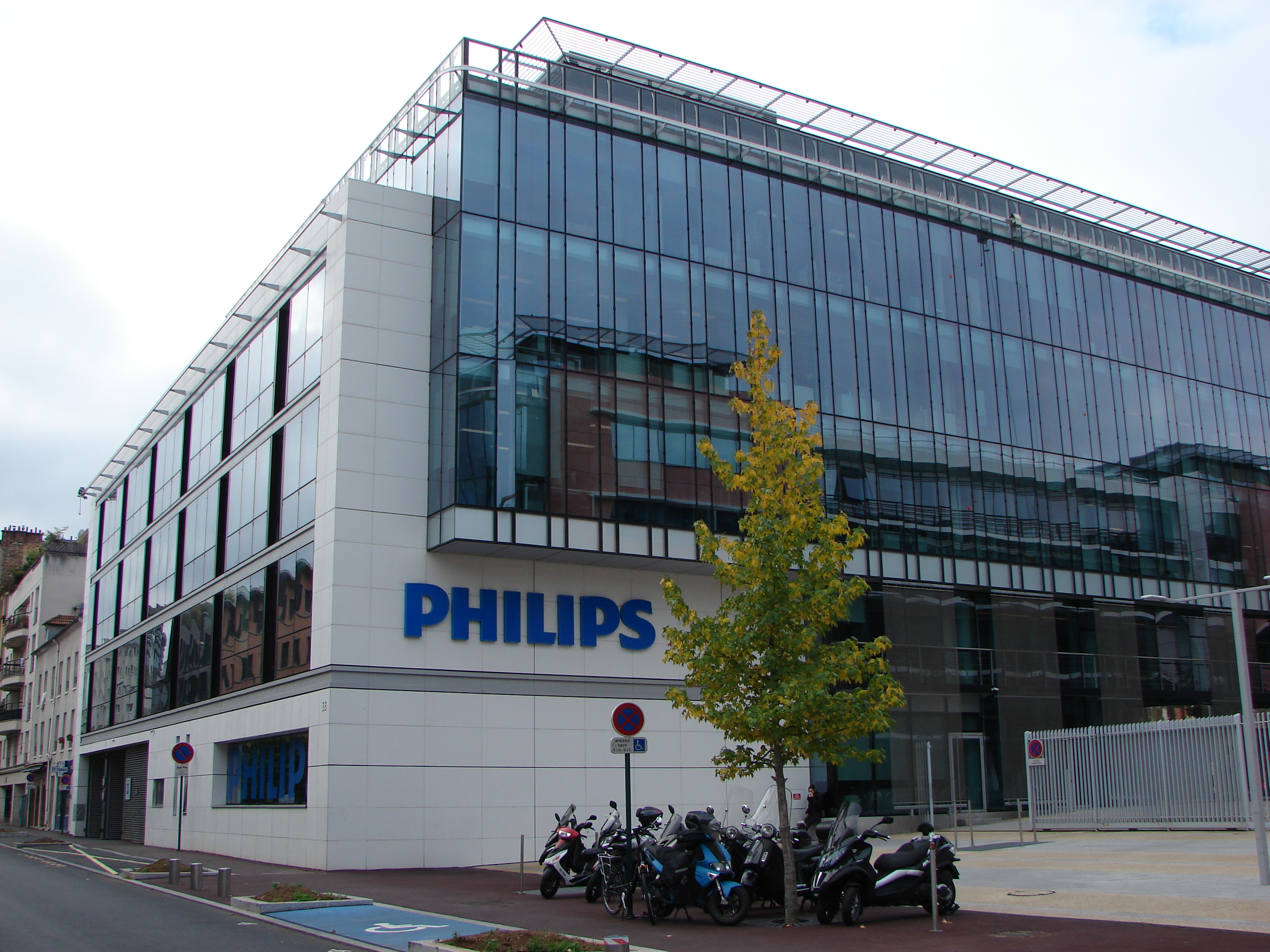
Sede Philips en Francia.

- Disco compacto con una calidad impensable en un medio analógico.
- Casete, Philips introdujo el estándar de este dispositivo de grabación.
- Centrales coronarias que caben en una mano.
- Ambilight, sistema de retroiluminación.
- Lámparas Z.